# Liste des attentats islamistes meurtriers en Belgique
Pour un article plus général, voir Liste des attentats islamistes meurtriers en Europe.
 (signalé en juin 2025).
Si vous disposez d'ouvrages ou d'articles de référence ou si vous connaissez des sites web de qualité traitant du thème abordé ici, merci de compléter l'article en donnant les références utiles à sa vérifiabilité et en les liant à la section « Notes et références ».
- Archive Wikiwix
- Bing
- Cairn
- DuckDuckGo
- E. Universalis
- Gallica
- Google
- G. Books
- G. News
- G. Scholar
- Persée
- Qwant
- (zh) Baidu
- (ru) Yandex
- (wd) trouver des œuvres sur Wikidata

Cette page recense les attentats islamistes qui ont eu lieu en Belgique et qui ont fait au moins 1 mort.

## Années 2010-2019
- L'attentat du 22 mars 2016 à Bruxelles est le plus meurtrier de toute l'histoire du terrorisme en Belgique (35 victimes)

| Date         | Ville     | Lieu(x)                                                         | Nombre de morts | Organisation terroriste | Victimes | Article détaillé                      |  |
| ------------ | --------- | --------------------------------------------------------------- | --------------- | ----------------------- | --- | ------------------------------------- |  |
| 24 mai 2014  | Bruxelles | Musée juif de Belgique                                          | 4               | État islamique          | | Attentat du musée juif de Belgique    |  |
| 22 mars 2016 | Bruxelles | Aéroport de Bruxelles-National et Maelbeek (métro de Bruxelles) | 35              | État islamique          | - 14 Belges - 4 Américains - 3 Néerlandais - 2 Italiens - 2 Suédois - 1 Français - 1 Espagnol - 1 Marocain - 1 Britannique - 1 Polonais - 1 Allemand - 1 Chinois - 1 Péruvien - 1 Indien - 1 Suisse | Attentats du 22 mars 2016 à Bruxelles |  |
| 29 mai 2018  | Liège     | Athénée Léonie de Waha                                          | 3               | État islamique          | - Soraya Belkacemi : policière - Lucile Garcia : policière - Cyril Vangriecken : passager d'une voiture                                                                                             | Attaque du 29 mai 2018 à Liège        |  |
| Total        | Total     | Total                                                           | 42              |                         | |                                       |  |

### Attaque avec blessés
| 6 août 2016    | Charleroi  |                          | 2 | État islamique | Attentat du 6 août 2016 à Charleroi                       |  |  |
| 5 octobre 2016 | Schaerbeek |                          | 3 | État islamique | Attentat de Schaerbeek                                    |  |  |
| 25 août 2017   | Bruxelles  | Boulevard Émile Jacqmain | 2 | État islamique | Attaque contre des militaires du 25 août 2017 à Bruxelles |  |  |
| Total          | Total      | Total                    | 7 |                |                                                           |  |  |

## Années 2020-2029
| Date             | Ville      | Lieu(x)            | Nombre de morts      | Organisation terroriste | Victimes                  | Article détaillé                         |  |
| ---------------- | ---------- | ------------------ | -------------------- | ----------------------- | ------------------------- | ---------------------------------------- |  |
| 10 novembre 2022 | Schaerbeek | Rue d'Aerschot     | 1                    |                         | Thomas Monjoie (Policier) | Attaque au couteau de 2022 à Bruxelles   |  |
| 16 octobre 2023  | Bruxelles  | Place Sainctelette | 2 (et le terroriste) | État islamique          | 2 Suédois                 | Fusillade du 16 octobre 2023 à Bruxelles |  |
| Total            | Total      | Total              | 4                    |                         |                           |                                          |  |